# Windpark Poysdorf-Wilfersdorf
Der Windpark Poysdorf-Wilfersdorf ist ein Windpark in den Gemeinden Poysdorf und Wilfersdorf im Bezirk Mistelbach (Niederösterreich). Der Windpark wurde 2005 errichtet und 2007 sowie 2013 auf insgesamt 22 Anlagen erweitert. Im Jahr 2021 soll eine weitere Erweiterung um vier Windkraftanlagen fertiggestellt werden.

## Lage
Der Windpark Poysdorf-Wilfersdorf liegt im Süden der Gemeinde Poysdorf bzw. im Norden der Gemeinde Wilfersdorf. Die Windräder verteilen sich zwischen einer ausgedehnten Waldfläche im Westen der beiden Gemeinden sowie den Ortschaften Wetzelsdorf im Nordosten, Erdberg im Osten und Eibesthal im Südwesten. Im Süden wird der Windpark von der Nord/Weinviertel Autobahn (A5) begrenzt. Die Windräder wurden ausschließlich in für Ackerbau genutzten Flächen errichtet.
Die Windräder der Gründungsphase Poysdorf-Wilfersdorf I liegen verstreut, überwiegend im Osten und im Zentrum des Windparks. Die fünf Windräder der ersten Ausbaustufe Poysdorf-Wilfersdorf II wurden im Südwesten positioniert. Mit der zweiten Ausbaustufe Poysdorf-Wilfersdorf III wurde der Windpark überwiegend nach Nordwesten erweitert, wobei erstmals auch Windräder am Waldrand gebaut wurden. Eine der Anlagen der Ausbaustufe Poysdorf-Wilfersdorf III liegt im Süden des Windparks nahe der Autobahn. Eine weitere Anlage von Poysdorf-Wilfersdorf III wurde rund 3 Kilometer westnordwestlich im eigentlichen Windparkgebiet Rannersdorf errichtet. Die Anlage wurde gleichzeitig mit der Errichtung des Windparks Poysdorf-Wilfersdorf III ausgeführt und auch zusammen mit den anderen Windrädern der Ausbaustufe eingereicht.

## Geschichte

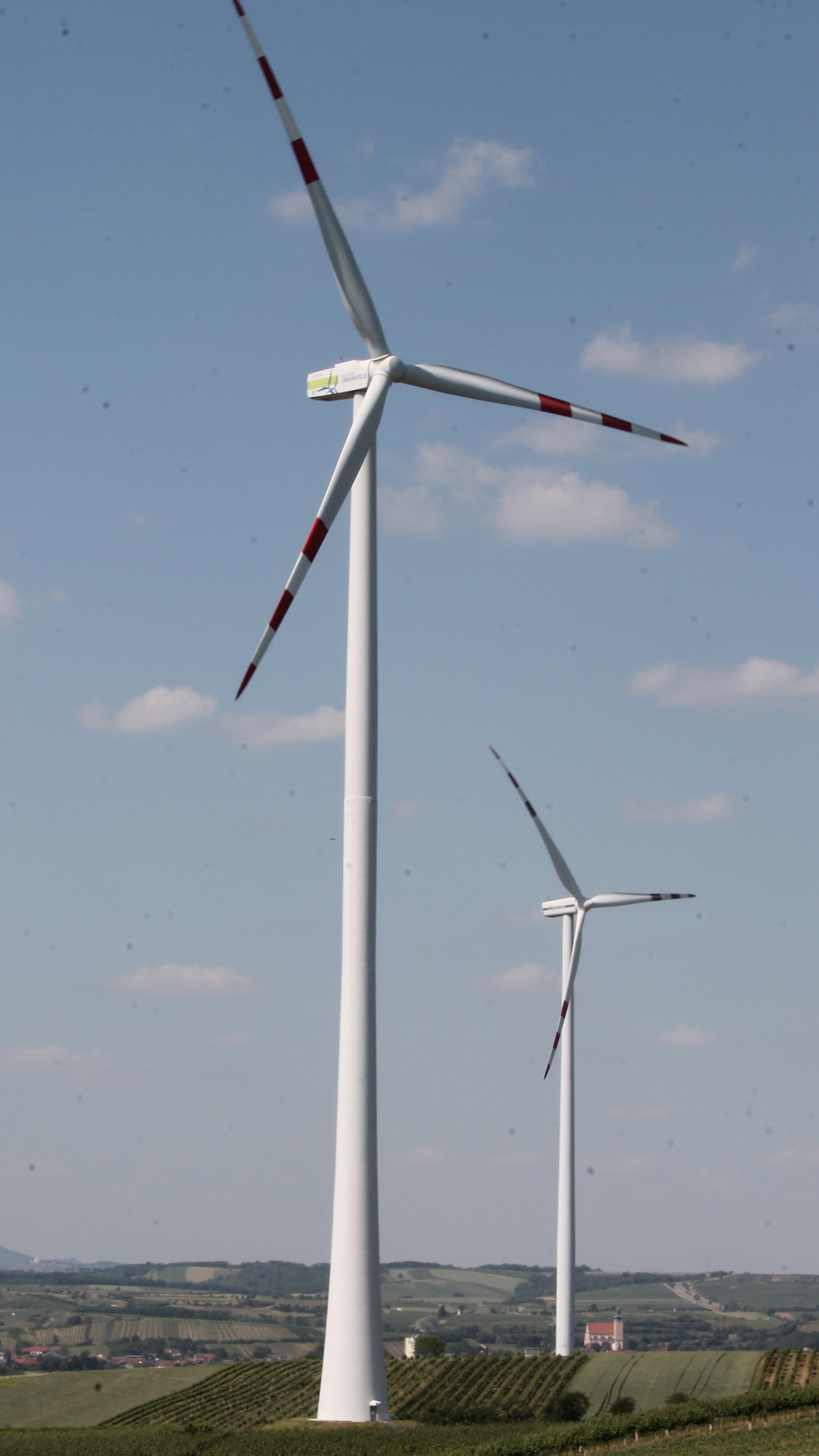

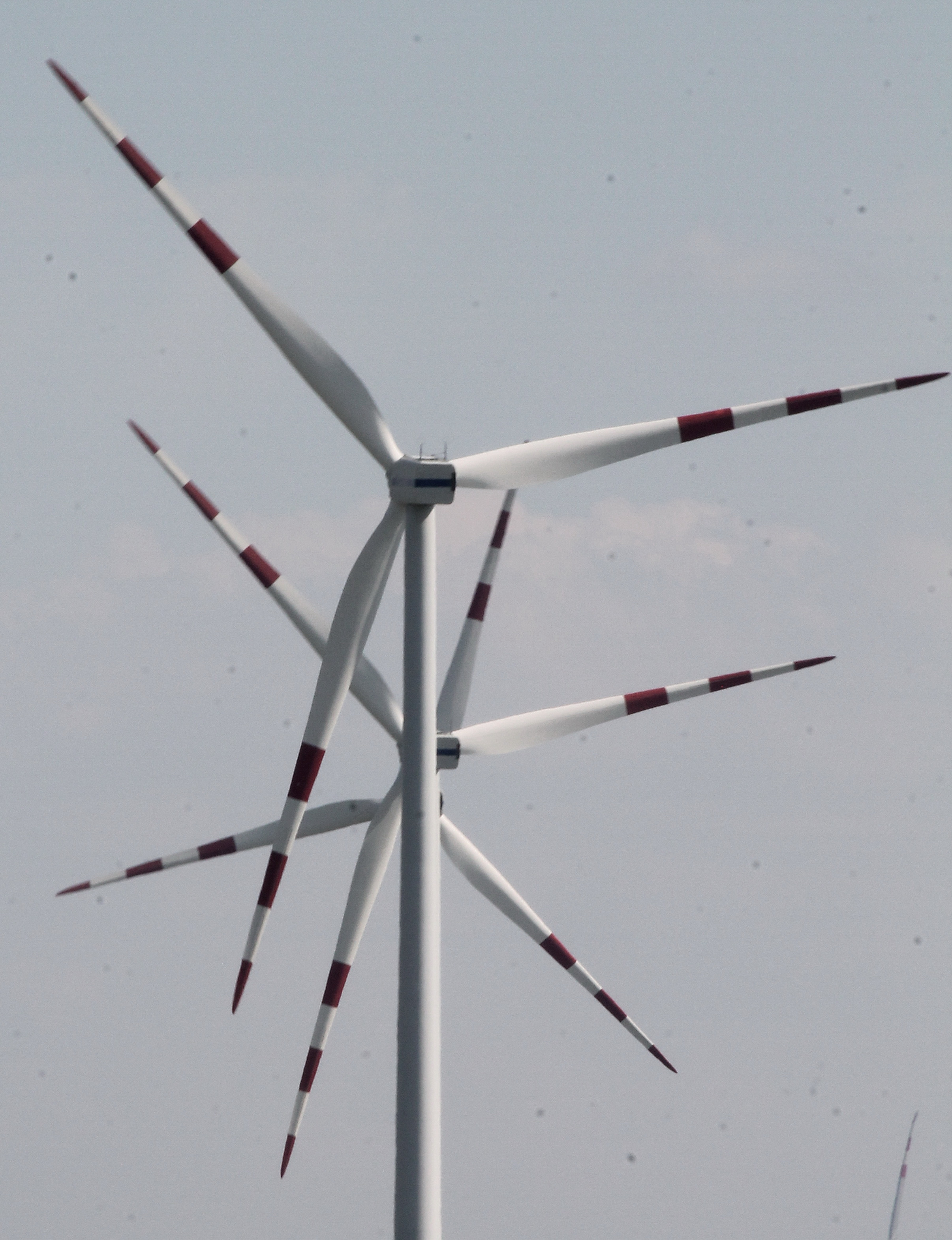

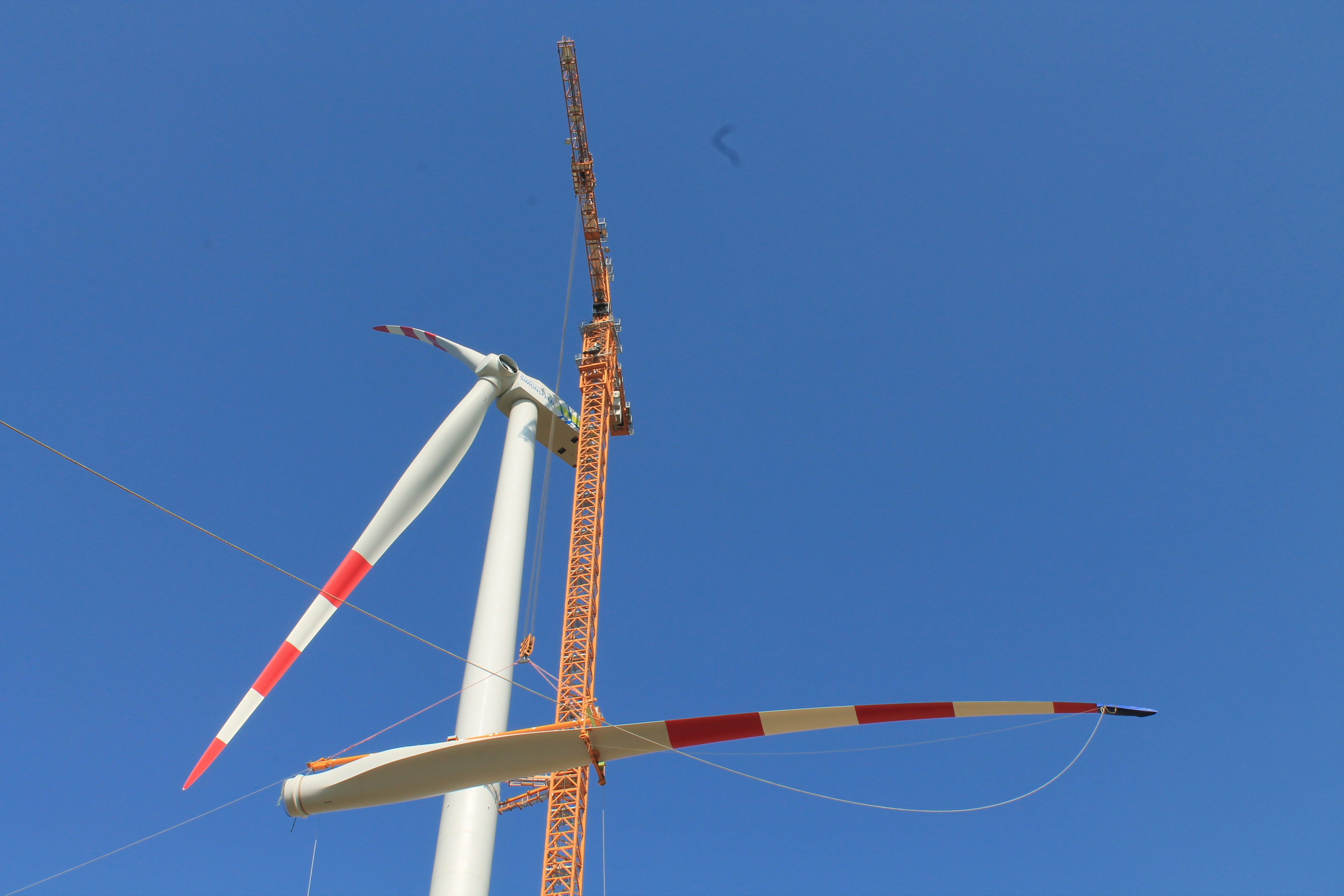
Montage Rotorblatt Repower 3.2M114

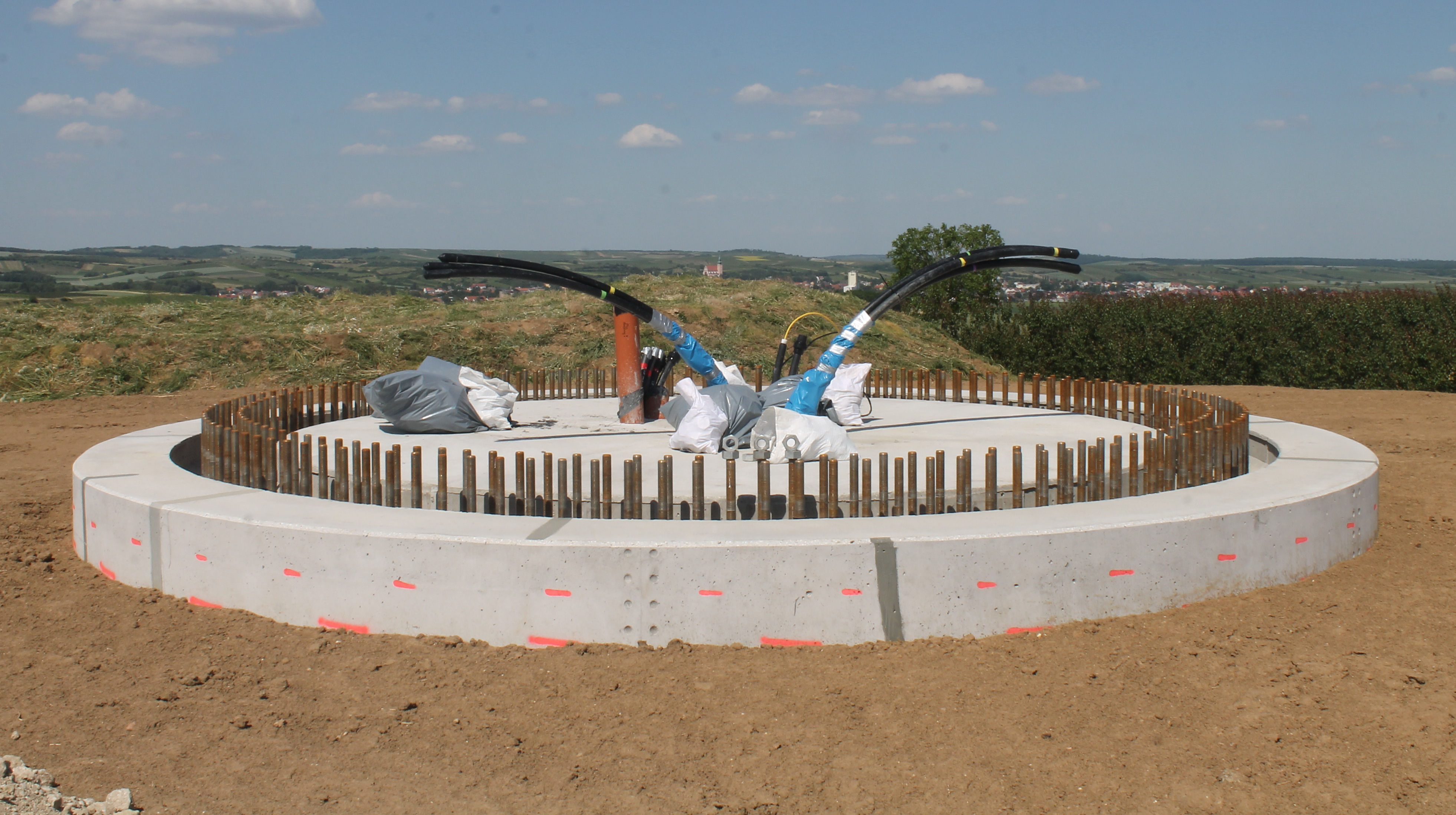
Fundament Windpark Poysdorf-Wilfersdorf V

Der Grundstein für den Windpark Poysdorf-Wilfersdorf wurde 2005 gelegt, als die Firma Windkraft Simonsfeld neun Windkraftanlagen errichten ließ. Die erste Ausbaustufe erfolgte 2007 mit fünf weiteren Anlagen gleichen Typs. Im Sommer 2013 erfolgte die Erweiterung des Windparks um acht Anlagen, wobei es sich bei den neuen Senvion (REpower)-Maschinen um die ersten Drei-Mega-Watt-Anlagen der Firma Simonsfeld und um die zu diesem Zeitpunkt höchsten Windkraftanlagen Österreichs handelte. 2020 erfolgte der Spatenstich für vier weitere Vier-Mega-Watt-Anlagen der Ausbaustufe Poysdorf-Wilfersdorf V, wodurch der Windpark zum größten Windpark Niederösterreichs aufsteigt. Für die neuen Anlagen investierte die Windkraft Simonsfeld 25 Millionen Euro. Die Ausbaustufe trägt dabei den Namen Poysdorf-Wilfersdorf V, da die Ausbaustufe Poysdorf-Wilfersdorf IV nicht umgesetzt wurde. Die offizielle Windparkeröffnung für die letzte Ausbaustufe wurde am 13. Mai 2022 abgehalten.

## Technik
- Poysdorf-Wilfersdorf I: neun Anlagen des Typs Vestas V90-2.0 MW mit je 2 MW
- Poysdorf-Wilfersdorf II: fünf Anlagen des Typs Vestas V90-2.0 MW mit je 2 MW
- Poysdorf-Wilfersdorf III: acht Anlagen des Typs Senvion(REpower) 3,2M114 mit je 3,2 MW
- Poysdorf-Wilfersdorf V: vier Anlagen des Typs V150-4.2 MW mit je 4,2 MW